# Saab 21
Il Saab 21 fu un aereo militare multiruolo, monomotore in configurazione spingente, monoplano ad ala bassa, sviluppato dalla divisione aeronautica dell'azienda svedese Saab nei primi anni quaranta. Venne progettato inizialmente come aereo da caccia, ma ne venne costruita anche una versione da attacco al suolo.
Dal Saab 21 venne sviluppato il Saab 21R, primo caccia a reazione della Saab.

## Storia del progetto
Nel corso del 1941 la Svenska Flygvapnet decise di equipaggiare i propri reparti da caccia con aerei di costruzione nazionale, anche in ragione della difficoltà di ottenere forniture dalle nazioni impegnate nella seconda guerra mondiale.
Prese così il via il progetto che avrebbe portato ad un velivolo piuttosto originale, con il quale sarebbe stata sostituita tutta una serie di aerei da caccia di varie nazionalità (prevalentemente statunitensi ed italiani), che fino ad allora costituivano l'ossatura dell'aviazione svedese.
Il primo prototipo venne collaudato in volo il 30 luglio 1943, ma le consegne ai reparti tardarono fino alla fine del 1945 a causa di una lunga fase di messa a punto. Tra i principali problemi determinati dall'originale configurazione ad elica spingente, notevole importanza ricoprì il pericolo corso dal pilota in caso di necessità di abbandono del velivolo.
Una volta risolti tutti i problemi, il Saab 21 fu l'unico caccia con motore spingente divenuto operativo nel periodo di guerra.
La produzione terminò nel 1948 e complessivamente venne costruito in 299 esemplari. Furono studiate versioni con motore potenziato (ancora il Daimler-Benz DB 605, nella versione "E", oppure il Rolls-Royce Griffon) ma senza seguiti produttivi.
Nell'immediato dopoguerra, venne realizzata una versione con motore turbogetto, il Saab 21R, che viene prevalentemente considerato a tutti gli effetti un nuovo velivolo.

## Tecnica

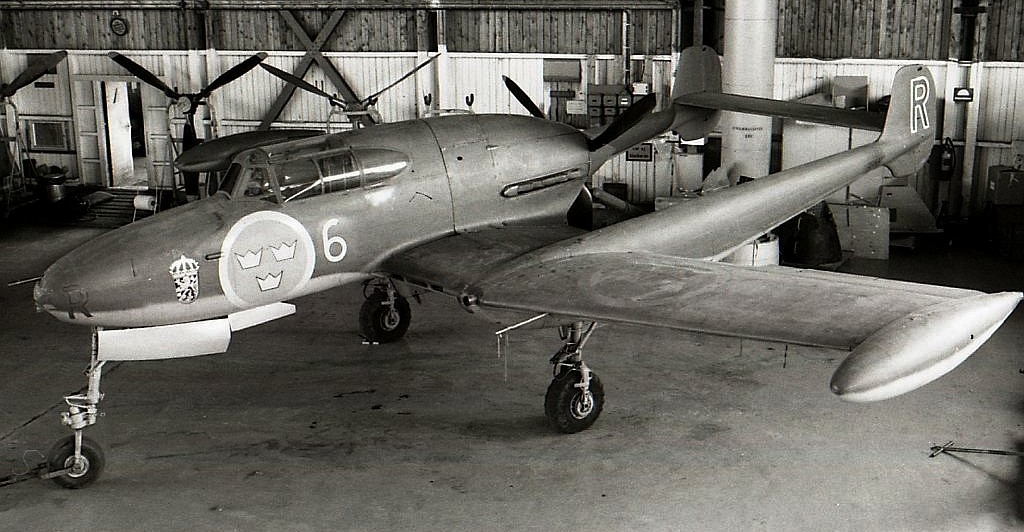
Un Saab 21 (versione J21A-3)

### Struttura
Il Saab 21 era un monoplano ad ala bassa, a sbalzo, con leggera freccia positiva determinata dalla rastrematura alle estremità. Dalle semiali partivano due travi di coda che terminavano ciascuno con un piano verticale, collegati fra loro da un piano orizzontale. La fusoliera era posizionata al centro dell'ala; il motore era in posizione posteriore, subito dietro la cabina di pilotaggio ed azionava l'elica sistemata in posizione spingente. Il carrello era di tipo triciclo anteriore, retrattile.
La configurazione ad elica spingente, come detto, creò diverse difficoltà durante le fasi di collaudo poiché risultava pericolosa in caso di necessità di abbandono del velivolo; venne pertanto studiato un sistema che prevedeva il sedile eiettabile.

### Motore

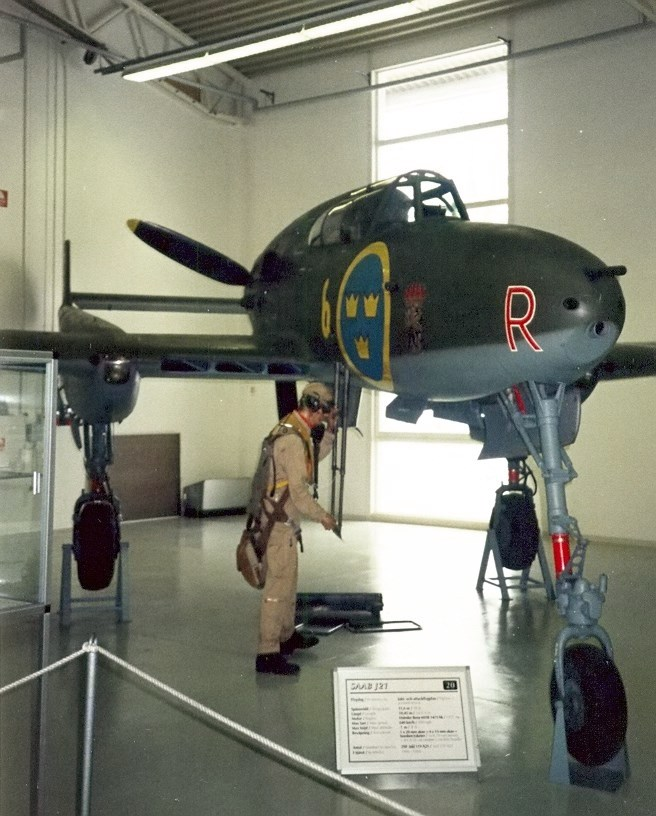
Il Saab J 21A esposto al Flygvapenmuseum di Linköping (Svezia).

Il Saab 21 era equipaggiato con il motore Daimler-Benz DB 605-B, un 12 cilindri a V rovesciata, prodotto su licenza in Svezia, che già equipaggiava i Saab 18.
Per migliorare le prestazioni del velivolo, venne studiata l'opportunità di installare la successiva versione DB 605-E oppure il britannico Rolls-Royce Griffon, resosi disponibile nell'immediato dopoguerra, ma nessuno dei due progetti ebbe realizzazione pratica.

### Armamento
Libero dall'elica, il muso del Saab 21 venne impiegato per ospitare un cannone Hispano-Suiza HS.404 da 20 mm e due mitragliatrici da 13 mm; altre due armi di quest'ultimo tipo erano sistemate nelle semiali.
La versione da attacco poteva ospitare, in rastrelliere disposte sotto le semiali, carichi di caduta non guidati (bombe tradizionali o razzi).

## Impiego operativo
Il Saab 21 fu chiaramente un velivolo di transizione; tuttavia, pur essendo l'ultimo caccia con motore a pistoni ad operare nelle file dell'aviazione svedese, rimase in servizio per circa un decennio e gli ultimi esemplari vennero radiati solo nel 1959. Analoga sorte ebbero gli esemplari della versione per l'attacco al suolo.

## Versioni
- Saab 21A:
  - J 21A-1: prima versione da caccia (Jakt in svedese); 54 esemplari consegnati tra il dicembre del 1945 ed il dicembre del 1946;
  - J 21A-2: seconda versione da caccia; 62 velivoli consegnati tra il luglio del 1946 ed il novembre del 1947. Questi velivoli si differenziavano prevalentemente per l'impiego di un cannone Bofors, in luogo dell'Hispano Suiza[4].
  - A 21A-3: versione da attacco, prodotta in 119 esemplari. Poteva trasportare fino a 1 400 kg di bombe (in alternativa era possibile installare razzi non guidati) in rastrelliere poste sotto le semiali[5].

## Sviluppi correlati
- Saab 21R

## Utilizzatori
Svezia
- Svenska Flygvapnet

## Velivoli comparabili
Francia
- SNCASO SO-8000 Narval

 Giappone
- Kyūshū J7W

 Italia
- SAI Ambrosini S.S.4

 Paesi Bassi
- Fokker D.XXIII

 Stati Uniti
- Curtiss-Wright XP-55
- Vultee XP-54

### Pubblicazioni
- (EN) Peter Billing, A Fork-Tailed Swede, in AIR Enthusiast, n. 22, agosto-novembre 1996.
- (EN) Bo Widfeldt, The Saab 21 A & R, in Aircraft in Profile, n. 138, 1966.